# Casa Cádiz
La Casa Cádiz o Casa de Cádiz és una casa okupada al barri de la Sagrada Família de Barcelona. És propietat compartida entre l'Ajuntament de Cadis i una entitat financera privada i va ser okupada el 7 de novembre del 2018 per un grup d'activistes sensesostre amb l'objectiu de transformar-la en un hostal per a persones sense llar, sota el nom de Welcome Sense Sostre.

## Història
Uns mesos abans d'entrar a la Casa Cádiz, activistes del grup Welcome Sense Sostre ja havien promogut un hostal semblant, en un local proper de la coopereativa Aurea Social -sorgit arran del moviment 15M-, local al carrer Sardenya 263 que tenia un ordre de desnonament pendent. Després de setmanes d'èxit, les 25 persones del col·lectiu van decidir passar-se a la Casa Cádiz, un edifici de dues plantes al carrer Sardenya 277-279, molt a prop de la Sagrada Família. L'edifici feia uns catorze anys que estava abandonat, en venda a l'espera d'un comprador.
El gener de 2019, Lagarder Danciu, portaveu del col·lectiu va denunciar que l'Ajuntament de Cadis, liderat per l'alcalde José María González Santos àlies el Kichi, havia interposat una denúncia per usurpació en el jutjat. El consistori va respondre que ho havien fet per evitar incórrer en un delicte de prevaricació, ja que havien estat avisats pels Mossos i l'edifici era propietat compartida amb una entitat financera privada. L'Ajuntament de Cadis va estudiar l'opció de cedir als okupes l'ús temporal de l'espai, però la negociació es va complicar, ja que l'Ajuntament va demanar que es constituïssin com a associació i els sensesostre ho van rebutjar.
La Casa Cádiz també va ser la llar del dibuixant i escriptor català Enric Pons i Rigolfas que, a causa de la crisi financera de 2008 i de la de gentrificació al pis del barri de la Sagrada Família on havia viscut des de 1942 es trobava en una situació de precarietat. Aquesta situació el deixà en risc de ser desnonat i en la pobresa, amb una pensió que pràcticament no li permetia pagar el lloguer. Aquesta situació li feu guanyar, a finals de 2018, certa visibilitat als mitjans i a les xarxes socials gràcies a l'activista d'origen romanès Lagarder Danciu, que l'acollí al casal ocupa. Durant aquesta acollida, Pons continuà dibuixant pels seus veïns vinyetes sota el nom de Kheto Rigol i va publicar El hombre del traje pistacho, un llibre de caràcter autobiogràfic.
Dies abans del seu decés, Enric Pons rebé un donatiu anònim de 10.000 € provinent de Madrid, dels quals en destinà la meitat a voluntat pròpia en favor de la Casa Cádiz -a fi de continuar la tasca d'acollida del col·lectiu ocupa. Finalment morí el 9 de febrer de 2019 a l'Hospital de Sant Pau de Barcelona a 85 anys, arran de complicacions després d'una operació duta a terme uns dies abans.